# Въздвижение на Светия кръст (Киев)
Въздвижение на Светия кръст (на украински: Крестовоздвиженская церковь) е църква, която се намира в Киевско-печерската лавра в Киев, Украйна.
Църквата е изградена през 1700 година. След завършването, вътрешността на църквата е изработен в казашки барок стил. В 1769 година е бил изработен дървеният иконостас.
След падането на комунизма, църквата и е под контрола на Украинската православна църква (Московска патриаршия).